# Concordia (Pakistán)

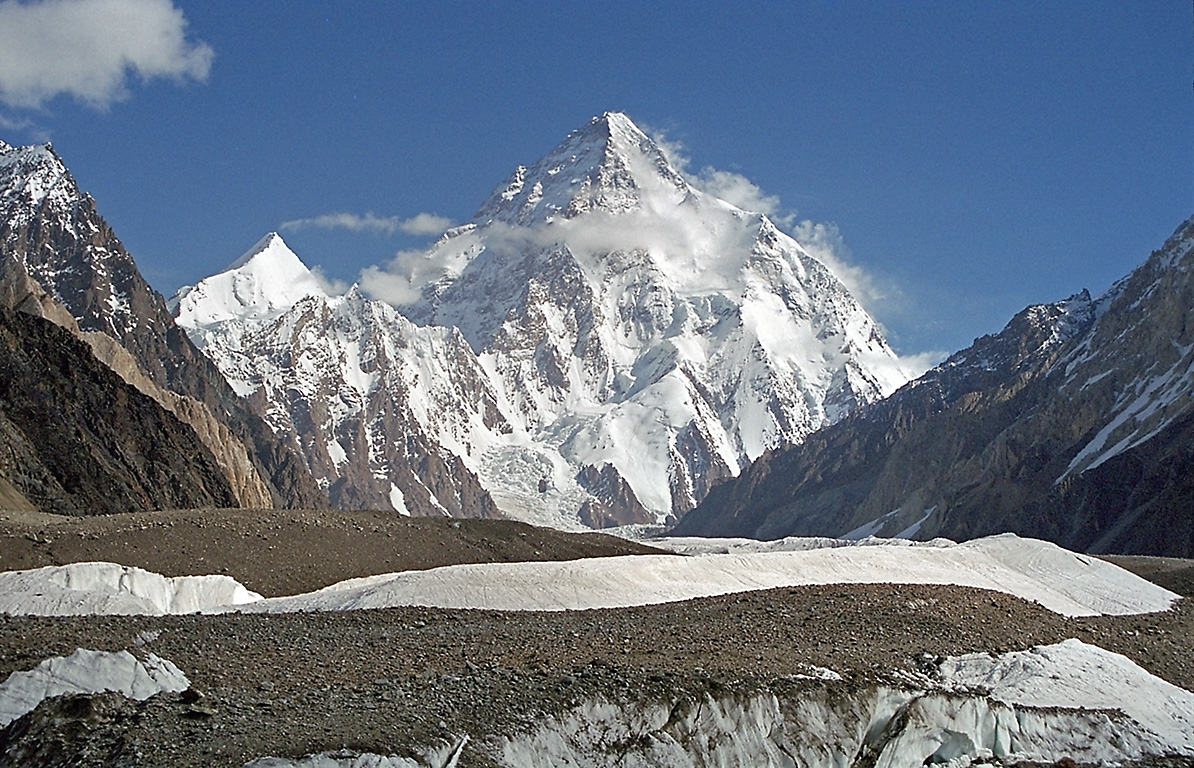
El K2, desde Concordia.

Concordia (en urdu: کونکورڈیا) es el nombre de la confluencia del glaciar Baltoro con el glaciar Godwin-Austen, en el corazón de la cordillera del Karakórum. Se encuentra en la región de Baltistan, parte de  Gilgit-Baltistán de Pakistán. El nombre le fue dado por exploradores europeos por el parecido del lugar con la confluencia de dos glaciares en los Alpes Berneses, subcordillera de los Alpes, Europa.
Alrededor de este punto se encuentran algunos de los picos más altos del mundo, destacando el K2, segunda montaña más alta del mundo. Cuatro de los 14 ochomiles del mundo se encuentran en la región, así como muchos otros picos de importancia.
Concordia es el mejor lugar de acampada para montañeros realizando senderismo. Con vistas inigualables, ofrece la posibilidad de caminar al campo base de varios picos: K2 (3 horas), Broad Peak (dos horas) y Gasherbrum (tres horas). La ruta habitual de senderismo para llegar a Concordia parte desde Skardu y puede volverse por el mismo camino o bien retornar vía el paso Gondongoro (5450 metros) y volver igualmente a Skardu.

## Glaciares

### Glaciar Baltoro
El área que alimenta el glaciar Baltoro se encuentra entre las montañas Chogolisa y Baltoro Kangri. Desde este punto el glaciar, con un ancho aproximado de dos kilómetros, fluye con una ligera pendiente de 15 kilómetros en dirección noroeste. Poco antes de Concordia, se ensancha por la afluencia del glaciar Vigne, que fluye desde la cara Noroeste del Chogolisa hacia el noreste.

### Glaciar Godwin-Austen
El glaciar Godwin-Austen tiene su área de alimentación entre el Skyang La y el Skyang Kangri, al noroeste del K2. Fluye a lo largo de la cara Sureste del K2 en dirección suroeste y gira después al sur, continúa unos 1,5 kilómetros a los glaciares del valle al oeste del Broad Peak con una longitud de 9 kilómetros en dirección a Concordia.

### Otros glaciares
Otros glaciares más pequeños también confluyen en Concordia, en el Baltoro. Desde la cara Oeste del Gasherbrum IV se alimenta el glaciar Gasherbrum occidental. Al norte, el glaciar Falchan, que se alimenta de la cara Suroeste del Broad Peak, desemboca en Concordia.

### Glaciar Balto
El hielo combinado (y los cantos rodados) fluyen en masa con el glaciar Baltoro a unos 35 kilómetros al oeste.

## Galería de imágenes

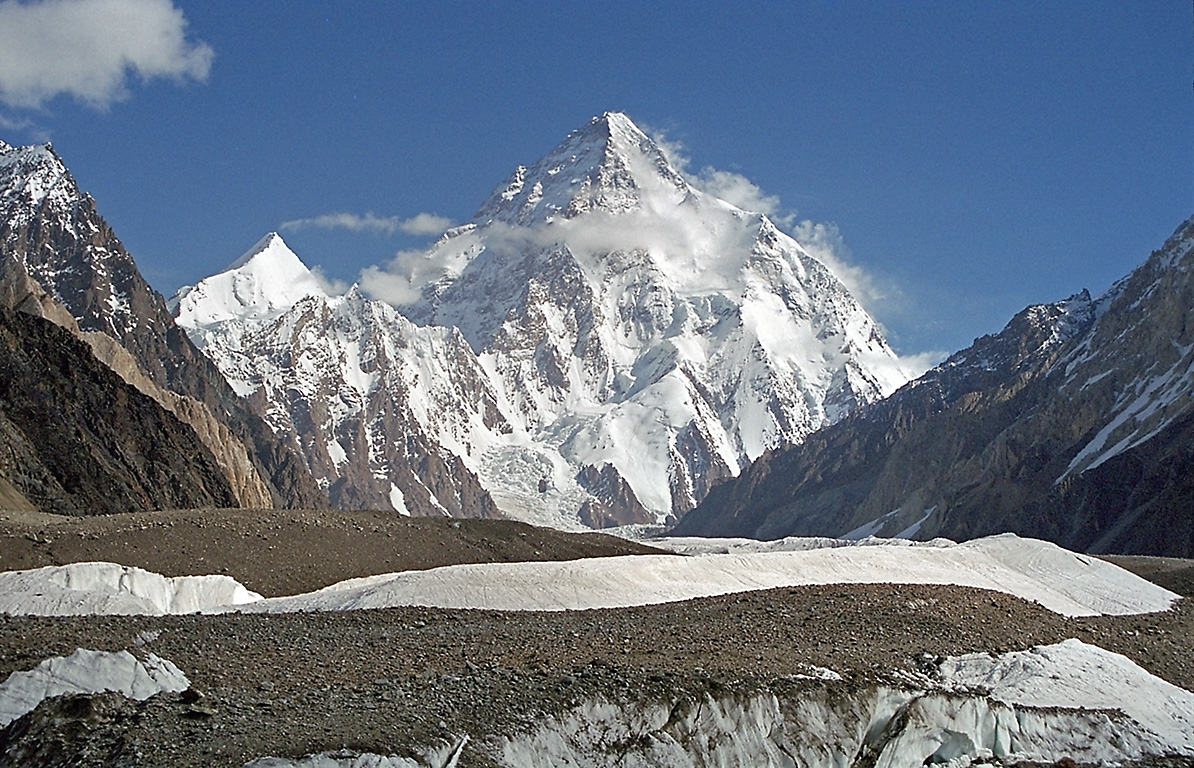
K2 (Baltoro Muztagh, Central Karakórum, Pakistán)
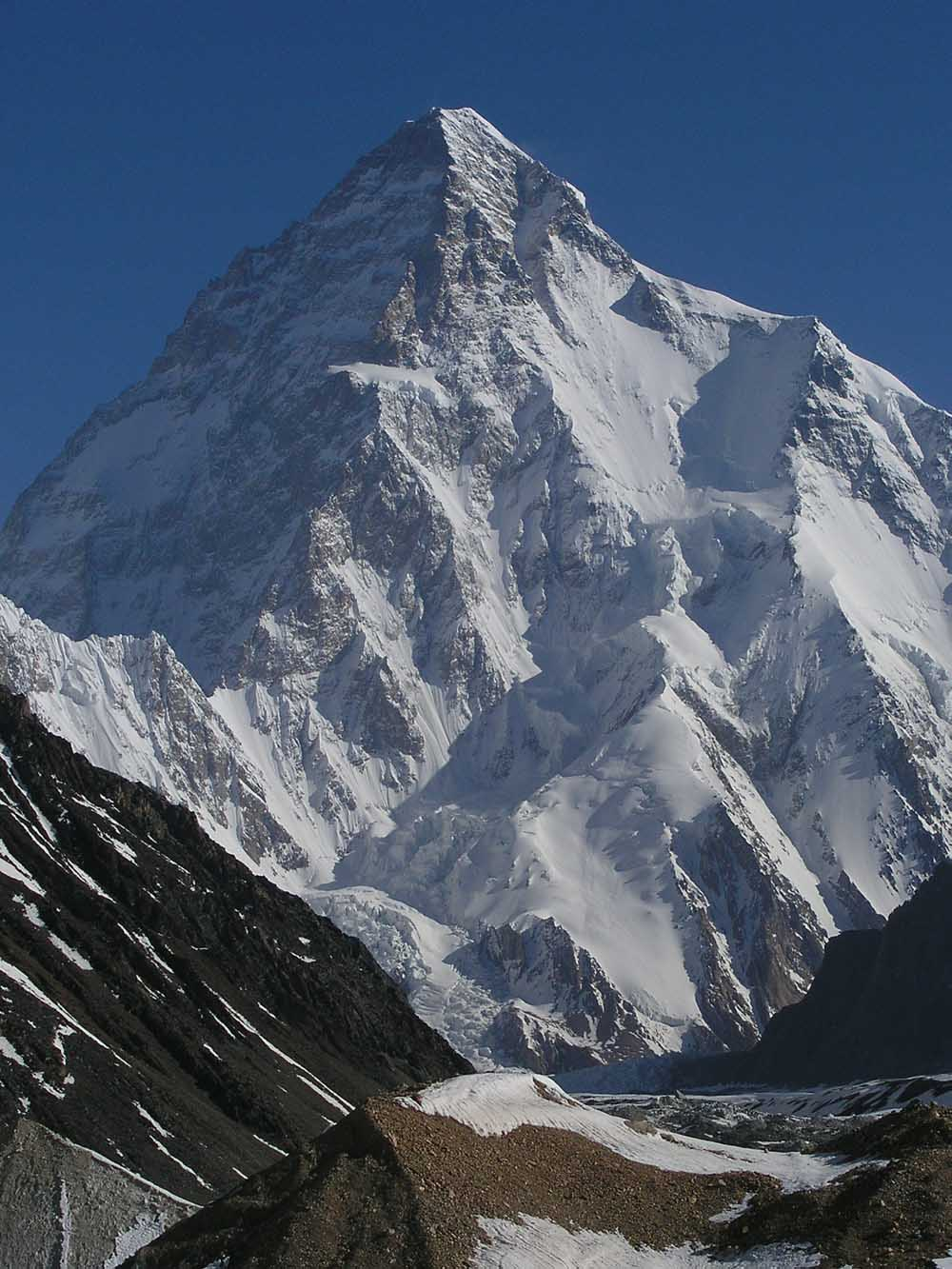
K2 (8,611m), Pakistán
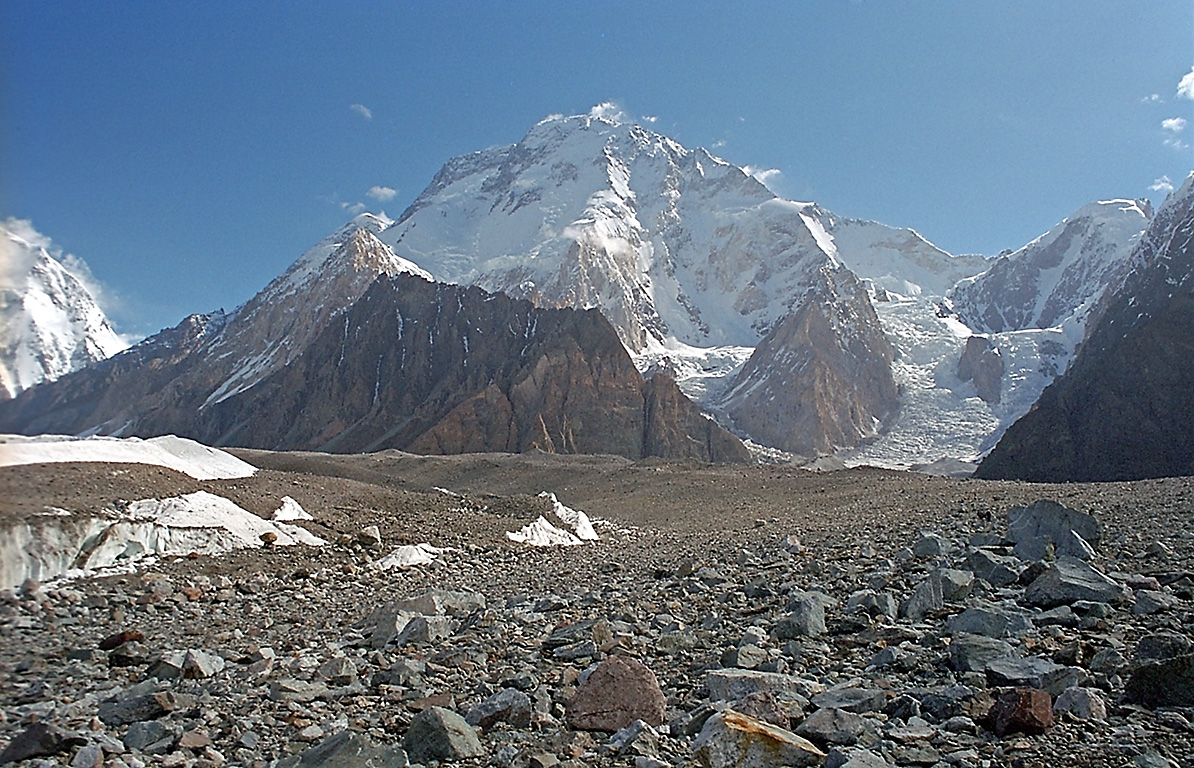
Broad Peak (8,047m) desde Concordia
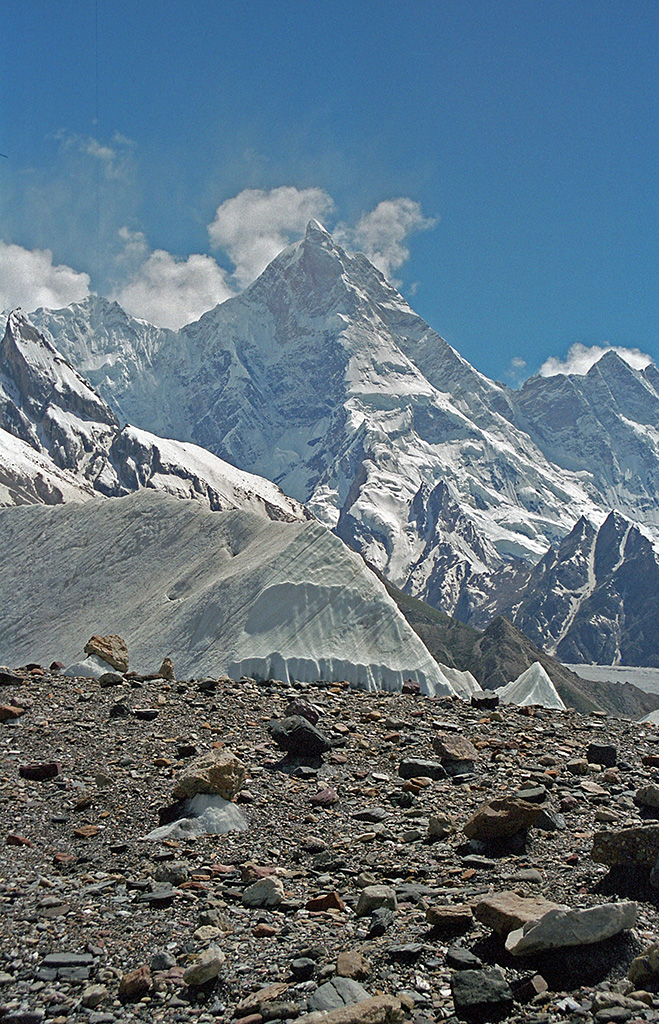
Masherbrum (7,821m), Pakistán
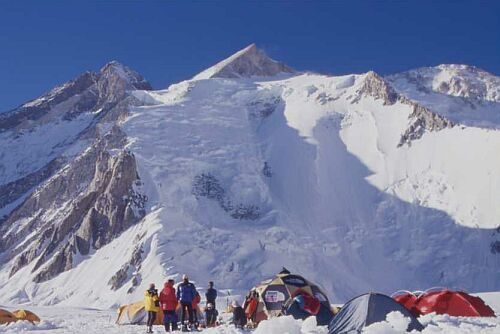
Gasherbrum II (8,035m), Pakistán
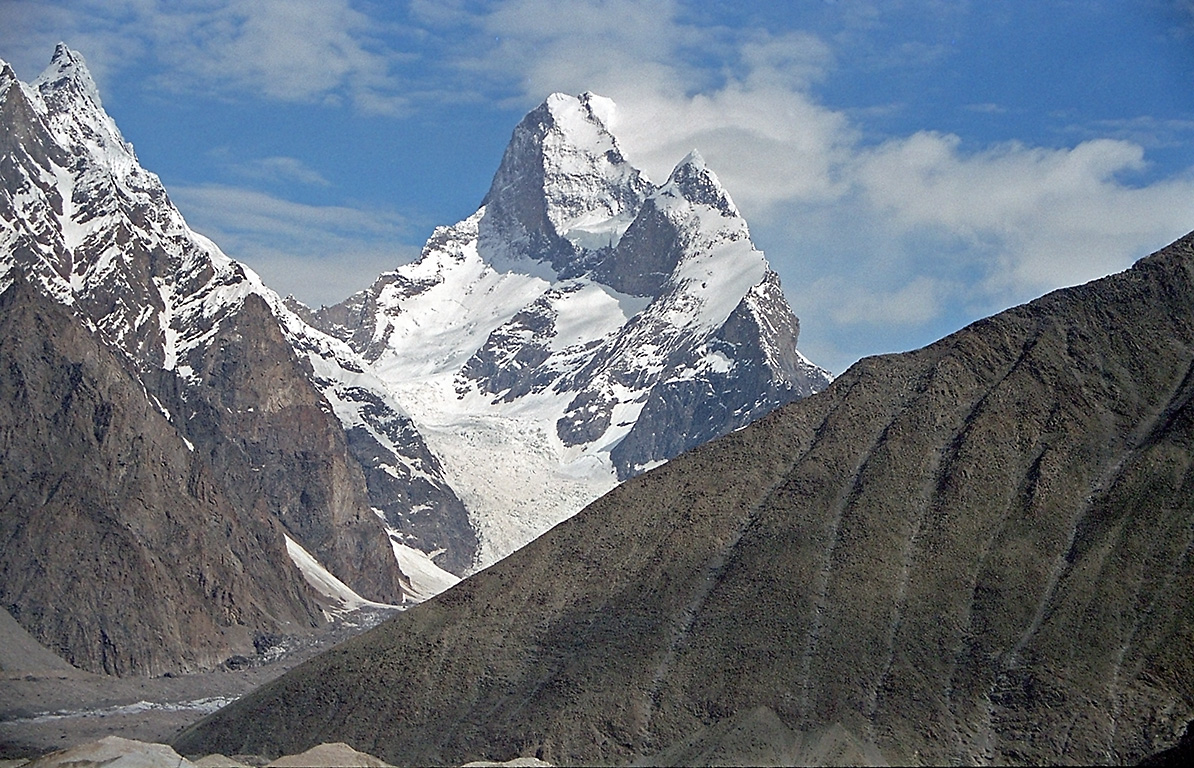
Muztagh Tower (7,273m), Pakistán